# 시스이정 (구마모토현)
시스이정(일본어: 泗水町)은 일본 구마모토현 기쿠치군의 옛 정이다. 
2005년 3월 22일, 시치조정, 교쿠시촌과 신설합병해 새로운 기쿠치시가 되어 소멸하였다.

## 지리
구마모토시에서 북북동쪽으로 약 15km, 구마모토현 중앙보다 약간 북쪽에 위치해 있다. 

## 역사
- 1889년 4월 1일 - 정촌제 시행에 의해 시스이촌이 성립하였다.
- 1955년 4월 1일 - 기쿠치군 다시마촌, 시스이촌, 시치조촌의  일부가 합병해, 시스이촌이 성립하였다.
- 1961년 4월 1일 - 정으로 승격해 시스이정이 되었다.
- 2005년 3월 22일 - 기쿠치시, 시치조정, 교쿠시촌과 합병해 기쿠치시가 되었다.

## 교통

### 도로
- 국도 387호선

## 참고 문헌
- 角川日本地名大辞典編纂委員会, 『角川日本地名大辞典 43 熊本県』1987, 角川書店